# Busia (Kenia)
Busia es una localidad de Kenia, con estatus de municipio, capital del condado del mismo nombre.
En 2009, el municipio tenía una población total de 61 715 habitantes.
Se sitúa en la frontera con Uganda, sobre la carretera B1 que une Kisumu con Kampala. Al otro lado de la frontera se ubica la localidad ugandesa homónima.
Es el puesto fronterizo más importante entre Kenia y Uganda. Entre 2016 y 2017 se construyó aquí un puesto fronterizo de una sola parada, que es el de mayor movimiento entre países de la Comunidad Africana Oriental. La economía de la localidad se basa en este puesto fronterizo, que se refuerza con la presencia de un segundo puesto fronterizo 29 km más al norte, el de Malaba a las afueras de Tororo.